# La imaginación sociológica
La imaginación sociológica es un libro de 1959 del sociólogo estadounidense Charles Wright Mills, publicado por la Oxford University Press.
Mills sentía que la tarea central de la sociología era encontrar (y articular) las conexiones entre los entornos sociales de los individuos (también conocido como "medio"), con el contexto social más amplio y las fuerzas históricas en el que están inmersos. Este enfoque cuestiona un abordaje estructural-funcionalista de la sociología, ya que abre nuevas posiciones para el individuo con respecto a una estructura social mayor. La función individual que reproduce las estructuras sociales es solo una de muchas funciones posibles, y no necesariamente la más importante. Mills también escribió sobre el peligro de malestar 
que veía como inextricablemente incrustado en la creación y el mantenimiento de las sociedades modernas. Esto le llevó a la pregunta de si los individuos existen en las sociedades modernas, en el sentido en que "lo individual" es comúnmente entendido (Mills, 1959, 7-12).

## La imaginación sociológica
En la escritura de La Imaginación Sociológica, Mills trató de conciliar dos conceptos fundamentales de la realidad social: individuo y sociedad. Desafió al discurso sociológico dominante a definir sus términos más básicos y ser honesto acerca de las premisas detrás de estas definiciones. Comenzó un proyecto de reconciliación y desafío con críticas hacia "la gran teoría" y "el empirismo abstracto", señalando y criticando su uso en la sociología de su tiempo. 
En 1998, la Asociación Internacional de sociología listó esta obra como el segundo libro sociológico más influyente del siglo XX.

### La gran teoría
En el capítulo dos, Mills critica la sociología parsoniana de los años '50. Aborda directamente el libro El Sistema Social de Talcott Parsons.
En El Sistema Social, Parsons describe la naturaleza de la estructura de la sociedad, y la creación y mantenimiento de una cultura a través de la socialización de sus individuos. Mills critica esta tendencia en sociología por varios motivos. Sostiene que la sociedad es más heterogénea e impugna el grado en que tal visión homogeneizadora sea realmente posible (Mills, 1959, 26-30).
Mills critica la formulación parsoniana de orden social, en particular la idea de que el orden social puede ser realmente visto como un todo. Sostiene que cada individuo no se integra a la sociedad simplemente, ni asimila la totalidad de sus formas culturales. Además, la dominación puede ser vista como una extensión del poder y la estratificación social. Brewer (2004) ve a La Imaginación Sociológica como una extensión de otros trabajos de MIlls como La Élite del Poder y Cuello Blanco. Según Mills, lo que los teóricos llaman orientación de valores podría en realidad ser una forma de dominación, y por lo tanto puede ser simplemente una forma de legitimación (Mills, 1959, 33-36).
Además, critica la sociología parsoniana por su capacidad para teorizar en una forma de abstracción pura, en la que la sociedad puede ser entendida independientemente de su naturaleza histórica y contextual.
Argumenta que la sociedad y sus símbolos culturales no pueden ser vistos como auto-determinados y no pueden ser obtenidos sin referencia a los individuos y su conciencia. Todo poder, de acuerdo con Parsons, se basa en un sistema de creencias impuestas por la sociedad, escribe Mills. Critica a Parsons por su punto de vista en términos de la diversidad del cambio histórico y social (Mills, 1959, 40-46). Por lo tanto, critica los medios por los cuales un orden social puede derivarse sin observación (Mills, 1959, 46-48).

### Empirismo abstracto
En el tercer capítulo, Mills critica los métodos empíricos de investigación social, tal como se ponen de manifiesto en el momento de la concepción de datos y el manejo de herramientas metodológicas.
Esto puede ser visto como una reacción a la gran cantidad de investigación social que estaba siendo desarrollada desde la época de la Segunda Guerra Mundial. Como tal, Mills critica la inhibición metodológica como característica de lo que denomina empirismo abstracto. Dentro de este, realiza una crítica a la obra de Paul F. Lazarsfeld, quien concibe la sociología no como una disciplina sino como una herramienta metodológica (Mills, 1959, 55-59).
Argumenta que el problema de esa investigación social es que puede haber una tendencia hacia el psicologismo, que explica el comportamiento humano en el nivel individual, sin referencia al contexto social. Esto, argumenta, puede conducir a la separación de la investigación de la teoría. Propone que, en la construcción de la investigación social, teoría e investigación deben estar imbricadas (Mills, 1959, 65-68).

### La variedad humana
En el capítulo siete, Mills establece su visión de la Sociología. Escribe sobre la necesidad de integrar las visiones sociales, biográficas e históricas de la realidad en la que los individuos construyen sus ambientes con referencia al conjunto de la sociedad (Mills, 1959, 132-134). 
Mills argumenta que la naturaleza de la sociedad es continua con la realidad histórica. Sostiene la importancia de la adecuación empírica de los marcos teóricos. También se pronuncia sobre la noción de un sistema unificado de ciencias sociales. Esto lo entiende no como un esfuerzo consciente, sino como el resultado de discursos históricos basados en problemas, de los cuales se desarrollaron disciplinas, y en las que sus divisiones se vuelven cada vez más fluidas (Mills, 1959, 136-140). Así, Mills establece lo que él cree que es un problema de un enfoque basado en su concepción de las ciencias sociales (140-142).

### Artesanía intelectual
En el Apéndice de la obra, titulado Sobre artesanía intelectual, Mills insta a los investigadores sociales a desarrollar su producción intelectual como un oficio:
Sé un buen artesano: evita cualquier conjunto rígido de procedimientos. Sobre todo, haz por desarrollar y utilizar la imaginación sociológica. Evita el fetichismo del método y la técnica. Busca la rehabilitación del artesano intelectual no pretencioso, e intenta convertirte en un artesano así tú mismo. Que cada hombre sea su propio metodólogo: que cada hombre sea su propio teórico; que la teoría y el método vuelvan a formar parte de la práctica del oficio. Defiende la primacía del erudito individual; oponte a que predominen los equipos técnicos de investigación. Sé una mente que confronte los problemas del hombre y la sociedad por sí sola.

## Reacción al libro
La imaginación sociológica es uno de los tratados de sociología más leídos y un insumo básico de los cursos de licenciatura en sociología. El trabajo no fue bien recibido en su tiempo, lo que puede ser visto como resultado de la reputación profesional y personal de Mills. Esto es en algún sentido apropiado dada la naturaleza del trabajo de Mills, modelada en torno a la biografía de los individuos, sus acciones históricas y la relación con el resto de la sociedad en términos de estructura, en cuanto a que la propia vida de Mills ha sido vista por los demás como ilustrativa de su concepción de la sociología. Él tenía la esperanza de conciliar los problemas de las personas con los problemas que enfrenta la sociedad, enmarcando los problemas individuales con la realidad social, política e histórica.
Así, puede ser visto como un intento de crear una perspectiva tridimensional de la sociedad, orientada a romper la brecha entre el ámbito público y el privado de la sociedad, algo característico de la sociología de aquel tiempo. En esto, observa la sociedad simultáneamente en términos macro y micro, a la vez que intenta combinar tanto las realidades sociales históricas como contemporáneas.
Su trabajo fue ampliamente criticado en su tiempo por lo que se consideraron ataques hacia la disciplina. Esto puede observarse en sus escritos donde critica tanto la "inhibición metodológica" de lo que refiere como empirismo abstracto (es decir, el trabajo de Paul F. Lazarsfield), así como lo que entiende como una "fetichización de conceptos" de aquellos que Mills criticaba de "gran teoría", como el positivismo del estructural funcionalismo de Parsons. Como tal, su trabajo no fue bien recibido ni en Gran Bretaña ni en los Estados Unidos.
El concepto de imaginación sociológica ha sido utilizado en diversos ámbitos dentro de la teoría social. David Harvey se inspira en la idea de Wright Mills, en su libro Urbanismo y desigualdad social (1973), y propone hacer uso de la imaginación espacial para poner en relación procesos espaciales y procesos sociales en los análisis urbanos. Jock Young propone, en su libro La imaginación Criminológica (2011), una inspiración similar para analizar las teorías sobre las criminalidad.